# Bruno Bonifacio
Bruno Bonifacio (* 2. November 1994 in São Paulo) ist ein brasilianischer Automobilrennfahrer. Er startete 2015 in der Formel Renault 3.5.

## Karriere
Bonifacio begann seine Motorsportkarriere 2004 im Kartsport, in dem er bis 2010 aktiv blieb. 2011 debütierte er im Formelsport und nahm an einigen Rennen der südamerikanischen Formel-3-Meisterschaft teil. Er entschied die B-Klasse, in der ältere Fahrzeuge zum Einsatz kamen, für sich. Außerdem ging Bonifacio in der zweiten Jahreshälfte für das Prema Powerteam in Europa an den Start. Er trat in der Formel Abarth an und wurde 15. in der europäischen Wertung. Anfang 2012 nahm Bonifacio für Giles Motorsport an der Toyota Racing Series in Neuseeland teil. Mit einem dritten Platz als bestem Ergebnis wurde er Zehnter in der Fahrerwertung. Anschließend ging Bonifacio für das Prema Powerteam in der Formel Abarth an den Start. Er gewann vier Rennen und stand insgesamt 13 mal auf dem Podium. Teamintern unterlag er Luca Ghiotto mit 219 zu 246 Punkten und wurde Gesamtdritter. Darüber hinaus bestritt Bonifacio für Prema vier Rennen in der alpinen Formel Renault und zwei Rennen in der nordeuropäischen Formel Renault.
Anfang 2013 trat Bonifacio erneut für Giles Motorsport in der Toyota Racing Series an. Er gewann zwei Rennen und wurde Fünfter im Gesamtklassement. Anschließend ging er für das Prema Powerteam im Formel Renault 2.0 Eurocup an den Start. Mit einem dritten Platz als bestem Resultat beendete er die Saison auf dem 15. Platz in der Fahrerwertung. Außerdem fuhr er für Prema in der alpinen Formel Renault. Er gewann drei Rennen und schloss die Meisterschaft hinter seinen Teamkollegen Antonio Fuoco und Ghiotto auf dem dritten Platz ab. 2014 blieb Bonifacio bei Prema im Formel Renault 2.0 Eurocup. Er gewann ein Rennen und erreichte den fünften Platz in der Gesamtwertung. Intern unterlag er seinem Teamkollegen Dennis Olsen, dem Gesamtzweiten, mit 88 zu 124 Punkten. Bonifacio absolvierte außerdem sechs Gaststarts in der alpinen Formel Renault. Dabei kam er einmal auf dem ersten Platz ins Ziel.
2015 wechselte Bonifacio zu International Draco Racing in die Formel Renault 3.5. Er beendete die Saison auf dem 25. Platz in der Fahrerwertung und unterlag Pietro Fantin intern mit 1 zu 61 Punkten. Sowohl Bonifacio, als auch Fantin verließen Draco, das nach der Saison aufgelöst wurde, nach dem drittletzten Rennwochenende.

## Statistik

### Karrierestationen
| - 2004–2010: Kartsport - 2011: Südamerikanische Formel 3, B (Meister) - 2011: Formel Abarth, europäisch (Platz 15) - 2012: Toyota Racing Series (Platz 10) | - 2012: Formel Abarth (Platz 3) - 2012: Alpine Formel Renault (Platz 20) - 2012: Nordeuropäische Formel Renault (Platz 35) - 2013: Toyota Racing Series (Platz 5) | - 2013: Formel Renault 2.0 Eurocup (Platz 15) - 2013: Alpine Formel Renault (Platz 3) - 2014: Formel Renault 2.0 Eurocup (Platz 5) - 2015: Formel Renault 3.5 (Platz 25) |

### Einzelergebnisse in der Formel Renault 3.5
| Jahr | Team                       | 1   | 2   | 3   | 4   | 5   | 6   | 7   | 8   | 9   | 10  | 11  | 12  | 13  | 14  | 15  | 16  | 17  | Punkte | Rang |
| ---- | -------------------------- | --- | --- | --- | --- | --- | --- | --- | --- | --- | --- | --- | --- | --- | --- | --- | --- | --- | ------ | ---- |
| 2015 | International Draco Racing | ALC | ALC | MON | SPA | SPA | HUN | HUN | SPI | SPI | SIL | SIL | NÜR | NÜR | LMS | LMS | JRZ | JRZ | 1      | 25.  |
| 2015 | International Draco Racing | 11  | 10  | DNF | 12  | DNF | 12  | 18  | 14  | 11  | DNF | DNF | DNF | 12  |     |     |     |     | 1      | 25.  |